# Barščinka
Barščinka (in russo Барщинка?) è un villaggio russo.